# Burg Neuberg (Löffelbach)
Die Burg Neuberg (auch Schloss Neuberg oder Neuburg) ist einer der bedeutendsten erhaltenen Wehrbauten der Steiermark. Sie befindet sich westlich der Bezirkshauptstadt Hartberg auf 513 Meter Seehöhe an den Ausläufern des Ringkogels über dem Dorf Löffelbach. Die Burg Neuberg ist eine steirische Höhenburg, deren mittelalterlicher Baukern in eine neuzeitliche Festung einbezogen wurde.

## Geschichte
Diese mittelalterliche Höhenburg wurde im 12. Jahrhundert von Gottschalk Schirling (ab 1166 von Neitberg/Neuberg), Sohn Wulfings von Stubenberg, als Grenzfeste bzw. „Kampfburg“ gegen die gefürchteten ungarischen Heerscharen und gegen allerlei „heidnisches Geschmeiß“ aus dem Osten erbaut. Gleichzeitig wurde die Feste ein Rodungszentrum. Von Nitperg oder Neitberg, was so viel wie Kampf- oder Trutzburg bedeutet, leitet sich auch ihr Name ab. Die Neitberger waren Verwandte der Herren von Stubenberg und zählten zu den vornehmsten steirischen Adelsgeschlechtern. Als die Neitberger im 15. Jahrhundert ausstarben, zog Kaiser Friedrich III. 1483 die Herrschaft ein. Im Jahre 1507 verlieh König Maximilian I. Neuberg einschließlich der Burghut und aller Zugehörlichkeiten pflegeweise an Wilhelm von Graben und dessen Nachkommen. Aber schon 1518 wurde sie als kaiserliches Lehen an die Familie Herberstein weitergereicht, die sie mit einer Unterbrechung zwischen 1603 und 1660 bis in die zweite Hälfte des 20. Jh. besaßen. In der Zwischenzeit gehörte sie den Grafen Saurau. Neuberg wurde von den Herbersteinern während der Renaissancezeit nach den Regeln des italienischen Bastionärssystems großzügig erweitert und modernisiert.

## Aufbau
Ein viereckiger ca. 36 Meter hoher Bergfried mit dem Palas ist der älteste Teil der Anlage. Der untere Bereich ist romanisch und stammt aus der Zeit um 1160. Im Grundriss bildet die Burg ein unregelmäßiges Fünfeck um einen engen, schmucklosen Innenhof.

## Ausstattung
Da die Herbersteiner die Burg zwar als Wirtschaftszentrum nutzten aber bald nicht mehr bewohnten, hat sich nur ein Rest der alten Ausstattung erhalten. In der Südost-Bastion liegt der große Jagd- und Festsaal, dessen Plafond mit einer aus 36 Feldern bestehenden, hölzernen Kassettendecke aus dem zweiten Viertel des 16. Jahrhunderts ausgestattet ist. Die einzelnen Felder sind in Temperafarben bemalt und stellen Szenen aus dem adeligen Landleben, Jagdbildern und Hafenansichten dar. Auch in der Südwestbastion befand sich eine große, künstlerisch wertvolle Renaissancedecke, doch wurde diese 1860 in das Schloss Herberstein übertragen. Die Tür zum Festsaaltrakt ist mit 1669 datiert. Im Innenhof befindet sich ein barocker Wandbrunnen aus dem 17. Jahrhundert. An der Südseite der Burg ist eine Bastei vorgebaut. Südöstlich der Hauptburg erstreckt sich eine ausgedehnte Vorburg, die von Speicherbauten, dem äußeren Torbau und den Resten der einstigen Wehrmauer begrenzt wird. Beeindruckend ist der mächtige dreigeschoßige Kanonenturm neben dem äußeren Tor. In seinem Erdgeschoß ist die Schlosskapelle eingerichtet. An der Ostseite des Turmes vor dem Eingang zur Ägidiuskapelle ist eine barocke Grab-Christi Kapelle angebaut, die vermutlich auf das dritte Viertel des 17. Jahrhunderts zurückgeht.
Die Besichtigung ist nur von außen möglich, da sich die Burg in Privatbesitz befindet.

## Kapelle
Im Erdgeschoß des Kanonenturms ist seit 1660 die annähernd quadratische Schlosskapelle eingerichtet. Die Kapelle wurde 1661 geweiht. Der Hochaltar im Knorpelwerkstil wurde 1661 von Johann Georg Graf Herberstein gestiftet. Das Altarblatt zeigt den heiligen Ägidius, den Kirchenpatron. Die übrige Einrichtung stammt ebenfalls aus der zweiten Hälfte des 17. Jahrhunderts. In der Burgkapelle sind die 14 Nothelfer dargestellt. Von den 14 Nothelferbildern aus dem 18. Jahrhundert sind allerdings nur noch elf erhalten. Eine kleine Grab-Christi-Kapelle wurde angebaut.
Die Kirche ist heute ein Kuratbenefizium der Stadtpfarre Hartberg und gehört zum Dekanat Hartberg. Diese Einrichtung wurde schon um 1250 genannt; neu eingerichtet wurde es 1617.